# Fritz Greuner
Fritz Reinhardt Greuner (* 4. Januar 1903 in Chemnitz; † 16. Mai 1990 in Berlin) war ein deutscher Funktionär der DDR-Blockpartei LDPD, Chefredakteur und Verlagsleiter. Er war Abgeordneter der Volkskammer der DDR.

## Leben
Greuner, Sohn eines Angestellten, besuchte das Reformrealgymnasium, die Höhere Knabenschule und die Höhere Handelsschule in Chemnitz. Von 1920 bis 1922 besuchte er die Färbereischule an der Akademie für Technik in Dresden. Von 1922 bis 1924 arbeitete er in Barcelona, zunächst als Färbereimeister der Färberei „Carlos Ahnert“ (1922/23) und dann als technischer Direktor der Färberei „Sarda y Cie“ (1923/24). Zwischen 1924 und 1931 war er Prokurist in der Textildruckerei „A. Welsberg & Co.“ in Chemnitz.
Zwischen 1926 und 1933 war er Mitglied der DDP bzw. der Deutschen Staatspartei und von 1925 bis 1933 Mitglied und Redner des Reichsbanners Schwarz-Rot-Gold und des Republikanischen Reichsbundes. Von 1925 bis 1933 war er zudem Schriftführer der Deutschen Friedensgesellschaft in Chemnitz. 1927 trat Greuner dem Gewerkschaftsbund der Angestellten bei.
Nach einer Sportlehrerprüfung an der Akademie für Leibesübungen war Greuner von 1932 bis 1941 als freiberuflicher Sportlehrer in Chemnitz tätig. Ab 1941 leistete Greuner Kriegsdienst und geriet 1945 in sowjetische Kriegsgefangenschaft, in der er bis 1948 verblieb. Während dieser Zeit besuchte er eine Antifa-Schule.

### LDPD-Funktionär
Nach seiner Rückkehr nach Deutschland trat Greuner 1949 der LDP bei. Von 1949 bis 1952 fungierte er als Sekretär und stellvertretender Vorsitzender des Kreisverbandes Chemnitz der LDPD und war Mitglied des Landesvorstandes Sachsen, 1951/52 auch Mitglied des Hauptausschusses der LDPD. Von 1952 bis 1955 wirkte er als Sekretär des Bezirksvorstandes Karl-Marx-Stadt der LDPD. Zwischen 1954 und 1962 absolvierte Greuner ein Fernstudium zum Diplomjournalisten an der Karl-Marx-Universität Leipzig. Zwischen 1955 und 1961 war er Chefredakteur der LDPD-Zeitung Sächsisches Tageblatt in Dresden. Von 1956 bis 1961 gehörte Greuner auch dem Politischen Ausschuss des Bezirksvorstandes Dresden der LDPD an. Von 1961 bis 1968 leitete Greuner als Verlagsdirektor den LDPD-Buchverlag Der Morgen in Berlin.

### Abgeordneter
Von 1950 bis 1957 war Greuner Stadtverordneter in Chemnitz bzw. Karl-Marx-Stadt, von 1950 bis 1952 war er auch Abgeordneter des Sächsischen Landtags und dort 1951/1952 auch Vorsitzender der LDPD-Fraktion. Von 1952 bis 1954 war er Abgeordneter des Bezirkstages Karl-Marx-Stadt und dort stellvertretender Vorsitzender der Ständigen Kommission für Gesundheitswesen. Von 1954 bis 1963 war er schließlich Abgeordneter der Volkskammer und dort Vorsitzender des Geschäftsordnungsausschusses.

### Weitere gesellschaftliche Mitgliedschaften und Funktionen
Seit 1949 war Greuner Mitglied im Kulturbund zur demokratischen Erneuerung Deutschlands, seit 1950 Mitglied des FDGB, der Gesellschaft für Sport und Technik und der Gesellschaft für Deutsch-Sowjetische Freundschaft (DSF). Von 1952 bis 1955 war er Mitglied des Bezirksausschusses der Nationalen Front Karl-Marx-Stadt, von 1956 bis 1961 Mitglied der Bezirksleitung des Kulturbundes Dresden. Ab 1956 war er Mitglied im Verband Deutscher Journalisten (VDJ). Ab 1962 gehörte er als Mitglied dem Präsidium der Deutsch-Französischen Gesellschaft an sowie 1972 dem Bezirksvorstand der DSF in Berlin.
Unterlagen zu seiner politischen und gesellschaftlichen Tätigkeit liegen im Archiv des Liberalismus der Friedrich-Naumann-Stiftung für die Freiheit in Gummersbach.

## Auszeichnungen in der DDR
- Ehrennadel der Nationalen Front (1955), in Gold (1972)
- Medaille für „Ausgezeichnete Leistungen“ der DDR (1957, 1959, 1961)
- Verdienstmedaille der DDR (1960)
- Franz-Mehring-Ehrennadel des VDJ (1960)
- Wilhelm-Külz-Ehrennadel der LDPD (1961)
- Vaterländischer Verdienstorden in Bronze (1963) und in Silber (1967)
- Ehrenzeichen der Karl-Marx-Universität Leipzig (1964)
- Ernst-Moritz-Arndt-Medaille des Nationalrates der Nationalen Front (1968)
- Ehrenzeichen in Gold der Volkssolidarität (1968)
- Ehrenzeichen in Gold der DSF (1970)
- Deutsche Friedensmedaille des Friedensrates der DDR (1973)
- Ehrenmedaille des Nationalrates der Nationalen Font (1977)
- Anerkennungsplakette des Weltfriedensrates (1978)
- Stern der Völkerfreundschaft in Silber (1978) und in Gold (1983)
- Johannes-Dieckmann-Preis der LDPD (1987)